# Дискография группы «Ария»
Дискография группы «А́рия» — российской группы, играющей в жанре хеви-метал, музыка которой выдержана в стиле групп новой волны британского хеви-металла. «Ария» является одной из старейших и самых успешных метал-групп России.

## Студийные альбомы

### Студийные альбомы
| №  | Название             | Детали                                                                                   |
| -- | -------------------- | ---------------------------------------------------------------------------------------- |
| 1  | «Мания величия»      | - Релиз: 1985 - Лейбл: самиздат - Формат: CD, LP, CS, Цифровая загрузка                  |
| 2  | «С кем ты?»          | - Релиз: 1986 - Лейбл: самиздат - Формат: CD, LP, CS, Цифровая загрузка                  |
| 3  | «Герой асфальта»     | - Релиз: 1987 - Лейбл: Мелодия - Формат: CD, LP, CS, Цифровая загрузка                   |
| 4  | «Игра с огнём»       | - Релиз: 1989 - Лейбл: Мелодия - Формат: CD, LP, CS, Цифровая загрузка                   |
| 5  | «Кровь за кровь»     | - Релиз: 3 ноября 1991 - Лейбл: Sintez Records - Формат: CD, LP, CS, Цифровая загрузка   |
| 6  | «Ночь короче дня»    | - Релиз: 11 сентября 1995 - Лейбл: Moroz Records - Формат: CD, LP, CS, Цифровая загрузка |
| 7  | «Генератор зла»      | - Релиз: 2 мая 1998 - Лейбл: Moroz Records - Формат: CD, LP, CS, Цифровая загрузка       |
| 8  | «Химера»             | - Релиз: 12 апреля 2001 - Лейбл: Classic Company - Формат: CD, LP, CS, Цифровая загрузка |
| 9  | «Крещение огнём»     | - Релиз: 29 мая 2003 - Лейбл: Мистерия звука - Формат: CD, LP, CS, Цифровая загрузка     |
| 10 | «Армагеддон»         | - Релиз: 15 сентября 2006 - Лейбл: CD-Maximum - Формат: CD, LP, CS, Цифровая загрузка    |
| 11 | «Феникс»             | - Релиз: 2 октября 2011 - Лейбл: Студия СОЮЗ - Формат: CD, LP, Цифровая загрузка         |
| 12 | «Через все времена»  | - Релиз: 25 ноября 2014 - Лейбл: М2БА - Формат: CD, LP, Цифровая загрузка                |
| 13 | «Проклятье морей»    | - Релиз: 13 ноября 2018 - Лейбл: М2БА - Формат: CD, Цифровая загрузка                    |
| 14 | Четырнадцатый альбом | - Релиз: 31 октября 2025                                                                 |

В 2024 году группа выпустила CD-бокс-сет, в который вошли все 13 студийных альбомов и две «Перезагрузки».

### Перезаписи
| Название                       | Детали                                                                  |
| ------------------------------ | ----------------------------------------------------------------------- |
| «Live in Studio»               | - Релиз: 1 апреля 2012 - Лейбл: CD Land - Формат: CD, Цифровая загрузка |
| «Крещение огнём. Перезагрузка» | - Релиз: 16 октября 2020 - Лейбл: М2БА - Формат: CD, Цифровая загрузка  |
| «Армагеддон. Перезагрузка»     | - Релиз: 16 октября 2020 - Лейбл: М2БА - Формат: CD, Цифровая загрузка  |

## Концертные альбомы
| №  | Год выпуска | Название                           | Лейбл                  | Примечание                         |
| -- | ----------- | ---------------------------------- | ---------------------- | ---------------------------------- |
| 1  | 1996        | «Сделано в России»                 | Moroz Records          | видеоверсия выпущена на VHS в 1998 |
| 2  | 2003        | «В поисках новой жертвы»           | Classic Company        |                                    |
| 3  | 2004        | «Живой огонь»                      | Moroz Records          |                                    |
| 4  | 2007        | «Пляска ада»                       | CD-Maximum             |                                    |
| 5  | 2008        | «Герой асфальта XX лет»            | CD-Maximum             |                                    |
| 6  | 2012        | «В жёлтом круге арены»             | Никитин                |                                    |
| 7  | 2015        | «Котёл истории. Live MMXV»         | Universal Music Russia |                                    |
| 8  | 2016        | «Классическая Ария»                | М2БА                   |                                    |
| 9  | 2016        | «30 лет! Юбилейный концерт»        | М2БА                   |                                    |
| 10 | 2019        | «Гость из царства теней»           |                        |                                    |
| 11 | 2021        | «ХХ лет»                           | М2БА                   | записан в 2005 г.                  |
| 12 | 2024        | «Гость из царства теней. Наследие» |                        |                                    |
| 13 | 2025        | «Это рок»                          |                        | записан в 2024 г.                  |

Все концертные альбомы Арии (кроме «XX лет) также представлены в видеоформате.

## Сборники
| №  | Год выпуска | Название                                 | Лейбл            |
| -- | ----------- | ---------------------------------------- | ---------------- |
| 1  | 1997        | Легенды русского рока                    | Moroz Records    |
| 2  | 1999        | Лучшие песни 1 (85-89)                   | Moroz Records    |
| 3  | 1999        | Лучшие песни 2 (91-98)                   | Moroz Records    |
| 4  | 1999        | 2000 и одна ночь                         | Classic Company  |
| 5  | 2000        | Grand Collection                         | Moroz Records    |
| 6  | 2002        | Штиль                                    | Moroz Records    |
| 7  | 2003        | Легенды русского рока - 2                | Moroz Records    |
| 8  | 2003        | Миссия                                   | JetNoise Records |
| 9  | 2004        | Беспечный ангел                          | Classic Company  |
| 10 | 2005        | Grand Collection. Часть 1                | Moroz Records    |
| 11 | 2005        | Grand Collection. Часть 2                | Moroz Records    |
| 12 | 2005        | Энциклопедия российского рока. Диск 1    | Grand Records    |
| 13 | 2005        | Энциклопедия российского рока. Диск 2    | Grand Records    |
| 14 | 2011        | Новая коллекция - Лучшие песни. Часть I  | Студия Монолит   |
| 15 | 2011        | Новая коллекция - Лучшие песни. Часть II | Студия Монолит   |
| 16 | 2011        | Золотые баллады                          | Classic Company  |
| 17 | 2012        | Live in Studio (перезапись)              | CD Land          |
| 18 | 2013        | Star - Hit. Звёздная коллекция - Лучшее  | CD Land          |
| 19 | 2016        | 30. Диск 1: 1985-2000                    | М2БА             |
| 20 | 2016        | 30. Диск 2: 2000-2015                    | М2БА             |
| 21 | 2022        | Ballads                                  | М2БА             |

## Синглы
| № | Название        | Участники                                   | Год выпуска |
| - | --------------- | ------------------------------------------- | ----------- |
| 1 | Потерянный рай  | Кипелов/Холстинин/Терентьев/Дубинин/Манякин | 2000        |
| 2 | Колизей         | Беркут/Холстинин/Попов/Дубинин/Удалов       | 2002        |
| 3 | Чужой           | Беркут/Холстинин/Попов/Дубинин/Удалов       | 2006        |
| 4 | Поле битвы      | Беркут/Холстинин/Попов/Дубинин/Удалов       | 2009        |
| 5 | Гонка за славой | Житняков/Холстинин/Попов/Дубинин/Удалов     | 2018        |
| 6 | Варяг           | Житняков/Холстинин/Попов/Дубинин/Удалов     | 2018        |
| 7 | Гордиев узел    | Житняков/Холстинин/Попов/Дубинин/Удалов     | 2025        |

Неизданные песни
| № | Название                            | Участники                                                  | Год выпуска |
| - | ----------------------------------- | ---------------------------------------------------------- | ----------- |
| 1 | Вулкан                              | Кипелов/Холстинин/Большаков/Грановский/Молчанов/Покровский | 1986        |
| 2 | Миллион пластинок                   | Кипелов/Холстинин/Большаков/Грановский/Молчанов/Покровский | 1986        |
| 3 | Каменный город (записи не осталось) | Кипелов/Холстинин/Маврин/Дубинин/Удалов                    | 1987        |

## Трибьюты группы
| Название                                         | Участники                                   | Год выпуска |
| ------------------------------------------------ | ------------------------------------------- | ----------- |
| Tribute to Harley-Davidson                       | Кипелов/Холстинин/Терентьев/Дубинин/Манякин | 1999        |
| Tribute to Harley-Davidson II (с группой Мастер) | Кипелов/Холстинин/Терентьев/Дубинин/Манякин | 2001        |

## Саундтреки
| Название                            | Участники                                      | Год выпуска |
| ----------------------------------- | ---------------------------------------------- | ----------- |
| Дальнобойщики-2 (компьютерная игра) | Холстинин/Терентьев/Дубинин/Грановский/Манякин | 2001        |

## Сольные альбомы
| Название                                                                                 | Участники                         | Год выпуска |
| ---------------------------------------------------------------------------------------- | --------------------------------- | ----------- |
| Смутное время                                                                            | Кипелов/Маврин/Грановский/Чиняков | 1997        |
| АвАрия                                                                                   | Холстинин/Дубинин/Манякин         | 1997        |
| «Бал-Маскарад» дополнение «Бал-Маскарад. Постскриптум» концертный альбом «Live-Маскарад» | Дубинин/бывший гитарист Маврин    | 2022, 2023  |

## Гостевое участие
| Год  | Исполнитель | Название релиза | Тип релиза        | Участники                | Участие                                        |
| ---- | ----------- | --------------- | ----------------- | ------------------------ | ---------------------------------------------- |
| 2011 | Куприянов   | 50:35           | Концертный альбом | Холстинин/Дубинин/Удалов | треки 19 «На последний поезд» и 20 «Мы вместе» |

## Видеоклипы
В 2008 году вышел видеосборник группы «Все клипы»
1. Позади Америка (1987)[10][11]
2. Воля и разум (1987)
3. Улица роз (1988)[12]
4. Дай жару! (1989)[13]
5. Всё, что было (1991)[14]
6. Возьми моё сердце (1995)[15]
7. Отшельник (1998)[16]
8. Грязь (1998)[17]
9. Беспечный ангел (2000)[18]
10. Потерянный рай (2000)[19]
11. Штиль (с Удо Диркшнайдером) (2001)[20]
12. Осколок льда (2002), + альтернативная версия, представленная в 2018.[21]
13. Колизей[22] (2003)
14. Крещение огнём (2004)
15. Там высоко (2005)
16. Последний закат (2006)
17. Точка невозврата (2015)
18. Убить дракона (2019)
19. Битва (2021)
20. Герой асфальта (2024)[23]
21. Гордиев узел (2025)[24]

## Трибьюты, посвященные группе
1. «A Tribute to Ария» — первый трибьют группе, 2001.
2. «A Tribute to Ария. XXV» — второй трибьют группе, 2010.
3. «Internet Tribute to Ария. XXV. Дай руку мне» — интернет-трибьют группе, 2011.
4. «Симфония Холстинина» — трибьют-альбом проекта Forces United, созданный в честь 60-летия Владимира Холстинина, 2018.
5. Salto Vitale — трибьют-альбом проекта Margenta, созданный в честь 60-летия Виталия Дубинина, 2018.

Трибьюты, записанные одним исполнителем:
1. «Schtiel» — сингл группы «Rammstein». Кавер версия песни группы «Ария», 2003.
2. «Aria» — инструментальный трибьют-альбом группы «Symfomania», 2010.
3. В декабре 2016 года норвежская группа Tomorrow’s Outlook сделала кавер на песню «На службе силы зла» и включила её в свой новый альбом.[25]
4. «Мания величия — 30 лет спустя» — трибьют-альбом группы «Aella», созданный в честь 30-летия альбома «Мания величия», 2015.
5. «Убить Дракона» — интернет-сингл проекта DBNN, 2019.
6. «Воля и Разум» — сингл группы Дискотека Авария, 2023.
7. «Tribute To Ария» — трибьют-альбом группы Орбитум, 2023.

### В сборниках
- 1988 — Рок-панорама-87 (Диск 3)[26](трек Ария — Без тебя)

### На телевидении
- 1989 — фестиваль «Ступень к Парнасу»: «Ария — Раскачаем этот мир, Искушение»[27]
- 1996 — ТВ-6, программа Акулы пера, выпуск: «Ария»[28]
- 1996 — РТР, Программа «А»: «Ария — Концерт на Шаболовке»[29]
- 1998 — ТВ-6, передача «Крупным планом», выпуск: «Ария»
- 4 марта 1999 — MTV Россия, передача «Дневной каприз», выпуск: «Ария»
- 4 августа 2001 — ТВ-6, фестиваль «Нашествие», концерт Арии
- 1 декабря 2001 — ТВ-6, концерт группы Ария, приуроченный ко «Всемирному дню борьбы со СПИДом»
- 1 июня 2002 — Муз-ТВ, концерт группы Ария «Классическая Ария»

### Песни в фильмах
- 1987 — Видеть, мыслить, действовать… (песня Дай руку мне)
- 1988 — Дорогая Елена Сергеевна (песня Тореро)
- 1988 — На окраине, где-то в городе (песня Герой асфальта)
- 2013 — Восьмидесятые (сериал, серия 36, песни: Улица Роз; Герой асфальта)
- 2015 — Закон каменных джунглей (песня Воля и разум)

## Документальный фильм
- «Через все времена» — документальный фильм-интервью 2020 года в 7 сериях.

## Прочее
| Год  | Название                                                             | Тип релиза          | Автор            | Участники                               |
| ---- | -------------------------------------------------------------------- | ------------------- | ---------------- | --------------------------------------- |
| 2023 | Сказка «Пока горит большая свечка» из цикла «Сказки Лисьего острова» | Анимационная сказка | Татьяна Бадалова | Житняков/Удалов/Попов/Дубинин/Холтинин/ |

## Связанные альбомы
| № | Год  | Исполнитель  | Название альбома                     | Тип альбома                     | Участники «Арии»                        | Примечания                                                              |
| - | ---- | ------------ | ------------------------------------ | ------------------------------- | --------------------------------------- | ----------------------------------------------------------------------- |
| 1 | 2003 | Кипелов      | Путь наверх                          | Концертный                      | Кипелов/Терентьев/Маврин/Манякин        | 18 из 21 песен из репертуара Арии, 4 из 5 музыкантов — бывшие участники |
| 2 | 2006 | Артерия      | В поисках новой жизни                | Студийный                       | Терентьев                               | 6 из 9 песен из репертуара Арии                                         |
| 3 | 2008 | Мастер       | XX лет                               | Концертный                      | Кипелов/Грановский/Большаков/Покровский | 7 из 32 песен из репертуара Арии 4 музыканта — бывшие участники         |
| 4 | 2022 | Margenta     | Сон императора. A Tribute to Кипелов | Трибьют альбом группе «Кипелов» | М. Пушкина                              | 2 из 11 песен из репертуара Арии                                        |
| 5 | 2024 | Воля и разум | Воля и разум                         | Мини-альбом                     | Большаков                               | 2 из 4 песен из репертуара Арии                                         |